# Werner Schlager
Werner Schlager (Wiener Neustadt, 28 settembre 1972) è un tennistavolista austriaco, campione del mondo a Parigi nel 2003.
È l'ultimo giocatore europeo, nonché l'ultimo non cinese, ad aver vinto una medaglia d'oro mondiale nel singolo.

## Palmarès
Top 12 Europeo:
- 2000, Alassio: 1º classificato;
- 2008, Francoforte: 1º classificato;